# バーンコンティー郡
座標: 北緯13度28分8秒 東経99度56分26秒 / 北緯13.46889度 東経99.94056度
バーンコンティー郡（バーンコンティーぐん）はタイ王国・サムットソンクラーム県にある郡（アムプー）。

## 名前
バーンコンティーとは、「水瓶の水辺の村」という意味である。ラーマ5世（チュラーロンコーン）がこの地を調査に来たときに、水瓶（コンティー）を置き忘れていったのがこの名の起源とされる。

## 歴史
郡内のタムボン・バーンクンにあるカイ・バーンクンはアユタヤ王朝時代、トンブリー王朝時代にわたってクローン川の保守を目的とした海軍の要塞であった。この要塞は迫ってくるビルマ軍に対して大きな力を発揮した。その後、200年間放棄されていたが、1967年文部省はここにボーイスカウトのキャンプを建設。また、タークシン廟を建設しタークシンを祭った。
また、バーンコンティーにはメープラバンクート聖堂がある。この聖堂は1890年に建設され、以来ラーチャブリー教区の中心地として機能してきた。
1897年、バーンコンティーの領域はラーチャブリー県シームーン郡の領域とされたが、5年後、見直されバーンコンティーの領域はサムットソンクラーム県に編入され、バーンコンティー郡が設置された。

## 地理
メークローン川の形成した平地にある。
郡内には国道325号線が南北に通っており、北にダムヌーンサドゥワック、南にサムットソンクラームと通じる。

## 経済
郡内の主な産業は農業であり、ザボン、ココヤシ、レイシ、ココヤシの砂糖など、果物類が主に生産されている。

## 行政区分
郡は13のタムボンに分かれ、さらにその下位に101の村（ムーバーン）がある。テーサバーンが二カ所設置されており以下のようになっている。
テーサバーンタムボン（タムボン自治体）・クラダンガー・・・タムボン・クラダンガー
テーサバーンタムボン・バーンノッククウェーク・・・タムボン・バーンノッククウェーク
また、郡内には12のタムボン行政体（オンカーンボーリハーンスワンタムボン）がある。
| 1. タムボン・クラダンガー・・・ตำบลกระดังงา 2. タムボン・バーンサケー・・・ตำบลบางสะแก 3. タムボン・バーンイーロン・・・ตำบลบางยี่รงค์ 4. タムボン・ローンヒープ・・・ตำบลโรงหีบ 5. タムボン・バーンコンティー・・・ตำบลบางคณฑี 6. タムボン・ドーンマノーラー・・・ตำบลดอนมะโนรา 7. タムボン・バーンプロム・・・ตำบลบางพรม 8. タムボン・バーンクン・・・ตำบลบางกุ้ง 9. タムボン・チョームプルワック・・・ตำบลจอมปลวก 10. タムボン・バーンノッククウェーク・・・ตำบลบางนกแขวก 11. タムボン・ヤーイペーン・・・ตำบลยายแพง 12. タムボン・バーンクラブー・・・ตำบลบางกระบือ 13. タムボン・バーンプラーモート・・・ตำบลบ้านปราโมทย์ | Map of Tambon |